# Loha
Loha es una ciudad y  municipio situada en el distrito de Nanded en el estado de Maharashtra (India). Su población es de 24125 habitantes (2011). Se encuentra a 29 km de Nanded Waghala.

## Demografía
Según el censo de 2011 la población de Loha era de 24125 habitantes, de los cuales 12334 eran hombres y 11791 eran mujeres. Loha tiene una tasa media de alfabetización del 78,64%, inferior a la media estatal del 82,34%: la alfabetización masculina es del 86,94%, y la alfabetización femenina del 69,96%.